# Złoto i chwała: Droga do El Dorado
Złoto i chwała: Droga do El Dorado (ang. Gold and Glory: The Road to El Dorado) — przygodowa gra komputerowa na podstawie amerykańskiego filmu animowanego Droga do El Dorado. Producentem była firma Revolution Software. Gra została wydana przez Ubisoft 15 listopada 2000, a w Polsce przez Licomp Empik Multimedia 20 grudnia 2000.

## Charakterystyka gry
Gracz ma do dyspozycji dwie postacie, sympatycznych Hiszpanów Tulio i Miguela. Jednocześnie można kierować tylko jednym z nich. W grze nie ma ściśle określonych zadań na początku. Gracz musi po prostu „zwiedzać” możliwe miejsca i rozwiązywać problemy jak na przykład: ominięcie strażnika, podejście do chłopca z procą (ukrywając się w beczce), wspinaczka na kilkudziesięciometrową skałę, zdobycie kluczy czy złapanie szczura. Plan akcji jest jakby spontaniczny, a finał przypadkowy. Przykładowo, finał pierwszej części gry to dostanie się bohaterów do niewoli, a finał trzeciej części to znalezienie miasta El Dorado. Zadania są zazwyczaj „umysłowe” - elementów zręcznościowych jest bardzo niewiele. Gra jest pełna humoru. Występują też przerywniki filmowe będące urywkami filmu animowanego „Droga do El Dorado”.

## Fabuła
Bohaterowie gry, Miguel i Tulio są poszukiwani za drobne oszustwa. Są poszukiwani przez miejskich strażników w Barcelonie. Muszą się więc wydostać z miasta poprzez port morski. Żeby dostać się do portu potrzebują pieniędzy. Uprawiają hazard w jednym z domków. Przy okazji wygrywają niezwykłą mapę, która wskazuje drogę do miasta ze złota – El Dorado. Później wydarzenia tak się toczą, że Miguel i Tulio znajdują się na brzegu wyspy, którą opisuje mapa i stają przed niezwykłą szansą odnalezienia legendarnego miasta El Dorado.

## Opis gry
Gra składa się z pięciu poziomów. W pierwszym poziomie bohaterowie są w Barcelonie. Chodzą po ulicach w pobliżu portu ze statkami. W drugim poziomie Miguel i Tulio zaczynają w celi na statku Corteza. Na statek trafiają po ucieczce z Barcelony. Jako gapowicze zostają wykryci przez załogę i uwięzieni. Gracz musi uwolnić bohaterów. Obszar gry to trzy pomieszczenia pod pokładem. W trzecim poziomie bohaterowie są na tropikalnej wyspie po ucieczce ze statku szalupą. Penetrują tamtejszą puszczę w poszukiwaniu El Dorado. W czwartym poziomie Miguel i Tulio są już w El Dorado. Chodzą po tamtejszych kompleksach świątyń. W piątym poziomie bohaterowie są we wnętrzu wodnej świątyni w El Dorado. Muszą uruchomić tamtejsze mechanizmy, by uratować mieszkańców miasta przed Cortezem.